# Schweizergarten (Stolp)

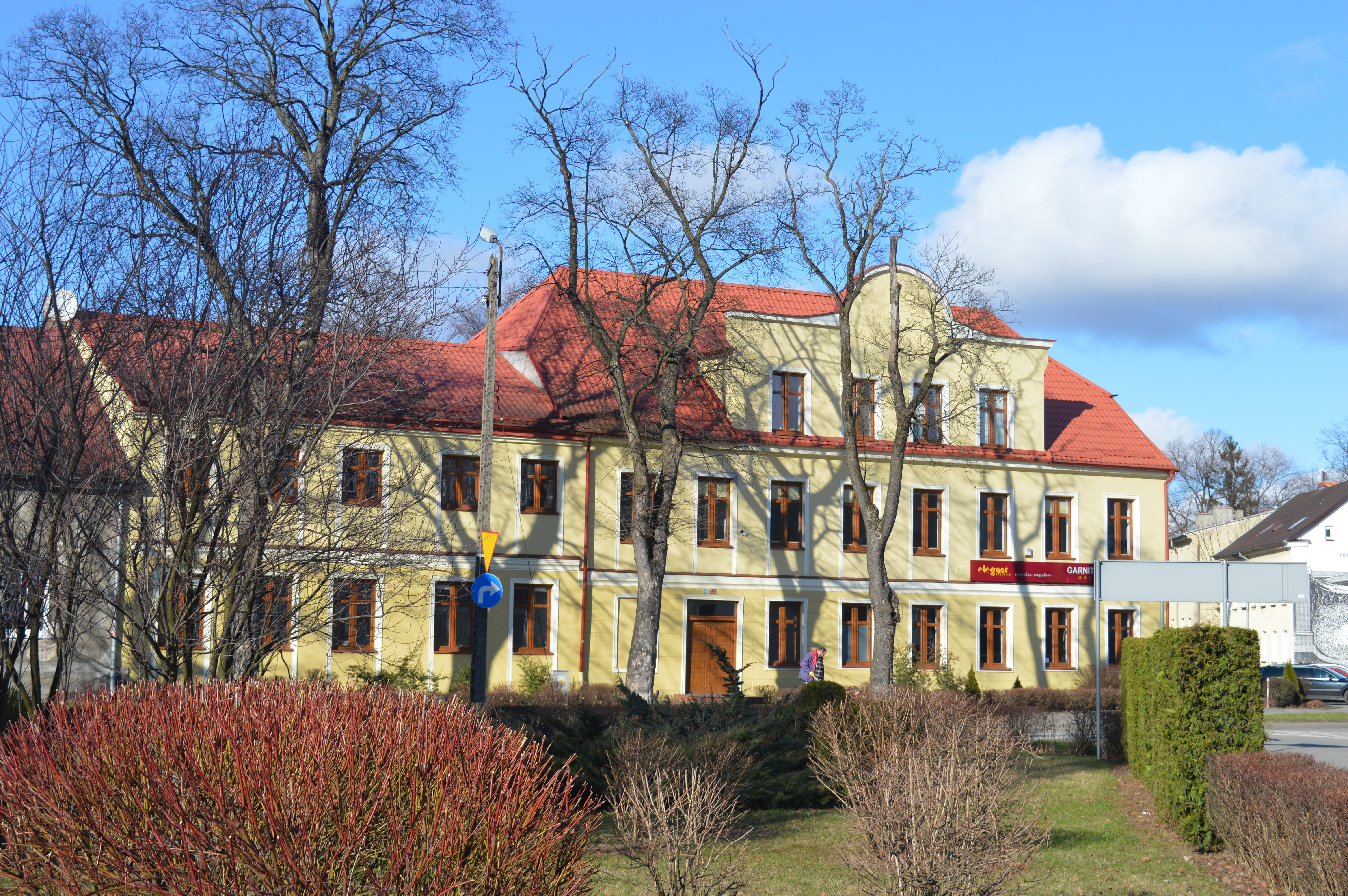
Schweizergarten in der Straße Słowackiego 42

Der Schweizergarten in Stolp, im damaligen Hinterpommern, war ein ausgesprochenes Gartenlokal mit Saalbetrieb und Gasträumen unweit des Rosengartens und in unmittelbarer Nähe der Kreuzkirche in der damaligen Gr. Auckerstraße. In den Räumen der Restauration Schweizergarten fanden kulturelle, lokalpolitische und weitere Versammlungen zur Freizeitgestaltung in der pommerschen Provinz statt. Das Gebäude steht unter Denkmalschutz.

## Lage
Der Schweizergarten befand sich in der Großen Auckerstraße/Ecke Bütower Straße (heute: ul. Słowackiego/ul. Lutosławskiego in Słupsk, Polen) unweit des Rosengartens im einstigen XIV. Stadtbezirk, der aus dem XI. Bezirk hervorging. Anlässlich der 600-Jahr-Feier der Stadt Stolp fanden im Schweizergarten Tanzveranstaltungen statt. Die „Restauration Schweizergarten“ wurde so bekannt, dass sie zur Wegbeschreibung in der Stadt Stolp herangezogen wurde. Der Stolper vereidigte Landmesser und spätere Vermessungsdirektor Otto Laudan nannte das Lokal Schweizergarten als Orientierungspunkt bei der Beschreibung der einstigen Ortslage der Windelbahn, einer früheren Festwiese für die Schuhmacher-Brüderschaft,.
Für den Schweizergarten selbst wurde in der Beschreibung einer Luftaufnahme des Stadtbildes, fotografiert aus einem Zeppelin heraus im Jahre 1914, die Schlosskirche in der Nähe des Rosengartens als eine Orientierung für die Lage des Schweizergartens genannt.

### Ursprünge der Restauration
Der im südlichen Stadtgebiet Aucker ansässige Instrumentenmacher Heinrich Kalvaß, verdiente seinen Lebensunterhalt in den Jahren 1864 bis 1876 auf Grund einer ihm behördlich erteilten Schankkonzession mit einer Schankwirtschaft in der Großen Auckerstraße 13 als so genannter Tabagist. Nachdem Kalvaß im Aucker ein neu erschlossenes Grundstück in der „Gr. Auckerstraße 38“ erwerben konnte, eröffnete er dort eine Restauration und arbeitete als Wirt zusammen mit seiner Ehefrau Louise, geborene Krischewski. Es gab im Gast- und Wohnhaus nicht nur eine Wohnung für die Wirtsleute, sondern auch mehrere Mietwohnungen, darunter eine Mansardenwohnung, die zum Einkommen
des Gaststätten-Inhabers beitrugen.

### Eigentumswechsel
Im Stolper Adressbuch von 1889 wird Louise Kalvaß, geborene Krischewski, verwitwete Restaurateur Gr. Auckerstraße 38 als Eigentümerin dieser Liegenschaft genannt. Die Abänderung der Hausnummern in der Großen Auckerstraße erlebte der erste Gastwirt des Schweizergartens nicht mehr, da er zuvor gestorben war. Aus dem Gartenlokal-Grundstück wurde nach der Umnummerierung die Große Auckerstraße 42. Die Witwe von Kalvaß wurde Eigentümerin des Anwesens und zeitweilig auch die Inhaberin des Lokals, bis sie die Gastwirtschaft Gr. Auckerstraße 42 um 1897 an den Restaurateur Erhard Züger verkaufte. Gastwirt Züger ließ erstmals im Stolper Adressbuch von 1897 den Wirtshaus-Namen Schweizergarten hinter seinen Familiennamen einfügen. Um 1907 übernahm der Gastwirt Max Ehrhard den Schweizergarten als Inhaber und wurde zugleich Eigentümer der Baulichkeit. Ab 1912 wird Paul Voll im Stolper Adressbuch jenes Jahres als Inhaber und Eigentümer genannt. Das Adressbuch für 1927 nahm ausdrücklich den langjährigen Wirtshausnamen Schweizergarten für die Restauration in der Auckerstraße 42 zusammen mit dem Namen des Inhabers und Eigentümers Paul Voll letztmals auf.
In den 1930er Jahren betrieben Emma Voll, die zu jener Zeit auch Eigentümerin des Gasthauses war, und ihr Vertreter, der Gastwirt Franz Squar, den Schweizergarten bis Verkauf der Liegenschaft. Im Stolper Adressbuch 1938 wird Fritz Groth als Inhaber der Gastwirtschaft genannt und als Eigentümerin der Immobilie eine Anna Steingräber, die wie Gerhard Steingräber, ein Sägewerksbesitzer, in der Große Auckerstraße 42 wohnte. Zu den Mietern gehörte u. a. der Gastwirt Fritz Groth. Emma Voll verzog nach dem Eigentumswechsel in die Stolper Hindenburgstraße 29.

### Tanzveranstaltung imSchweizergartenzum Stadt-Jubiläum 1910
Zum Stadtjubiläum 1910 besuchten Wilhelm II. und die Deutsche Kaiserin Königin von Preußen Auguste Viktoria am 5. September Stolp. Zum Abschluss der Festlichkeiten am 6. September fanden die vom Ersten Bürgermeister des Stadtkreises Stolp, Werner Zielke, organisierten „Tanzbelustigungen“ unter festlicher Beleuchtung der Innenstadt und der Flussufer der Stolpe im Schweizergarten und in anderen Restaurants, z. B. im Schützenhaus, als Abendveranstaltung statt.

## Vorträge und Veranstaltungen in der Weimarer Republik
In den Räumen des Schweizergartens in der Weimarer Republik tagten mehrere Vereine und es wurden dort Vorträge in öffentlichen Veranstaltungen gehalten.

### Deutschnationaler Handlungsgehilfen-Verband
Der Deutschnationale Handlungsgehilfen-Verband (DHV) hielt am 6. Oktober 1924 im Schweizergarten eine öffentliche Versammlung für kaufmännische Arbeitnehmer zum Thema „Berufspolitik – unsere Rettung!“ ab. In der Einladung zu dieser Abendveranstaltung begründete der Leiter der Kreisgeschäftsstelle Hinterpommern des DHV in Stolp, Walter Schmidt, das gewählte Thema damit, dass in „freier Aussprache“ zu den „Erfordernissen und Aufgaben der nächsten Zeit sachlich Stellung“ genommen werden sollte. Als Referent wurde der ostpreußische Gauvorsteher Woltmann vom Deutschnationalen Handlungsgehilfen-Verband angekündigt, der 1922 in der Zeitschrift des Zentralverbandes der Angestellten, Der freie Angestellte als „sogenannter deutschnationaler Handlungsgehilfe“ bezeichnet und zudem kritisiert wurde, dass er „in verschiedenen Versammlungen dreist Behauptungen auf(-stellte), die er selbst nicht angehört hatte und darum nicht ganz genau wiedergeben konnte.“

### Parteinaher Stolper Verein
Ein parteinaher Stolper Verein der DNVP, der Deutschnationale Volksverein Stolp Stadt und Land, hielt in den 1920er Jahren seine Mitgliederversammlung im Schweizergarten ab. Zu einer Abendveranstaltung am 6. November 1924 wurden sowohl die Vereinsmitglieder als auch von ihnen „eingeführte Gäste“ eingeladen. Die Ortsgruppe Stolp organisierte diese Mitgliederveranstaltung und gewann als Hauptredner den preußischen Regierungsassessor von Zitzewitz-Kottow, der seit 30. September 1924 als Nachrücker Reichstagsabgeordneter der Deutschnationalen Volkspartei (DNVP) war.

### Kriegerverein
Der Kriegerverein Stolp 1876, hielt im Schweizergarten seine monatliche Mitgliederversammlung ab. Die Restauration war für diesen Verein auch Treffpunkt für Aufmärsche, zum Beispiel zur Teilnahme an der Fahnenweihe der Arbeitnehmergruppe Stolp des Pommerschen Landbundes am 10. Juli 1927 durch Pastor Hans Borkenhagen aus Stolpmünde auf der Spielwiese der Waldkatzenanlage, der seiner Weiherede das Bibelwort Psalm 90 Vers 17 zu Grunde legte.

### Gartenbauer
Die Bezirksgruppe Stolp und Umgebung des Landesverbandes Pommern des Reichsverbandes des deutschen Gartenbaues e. V. traf sich im Restaurationsbetrieb Schweizergarten, um dort ihre Bezirksgruppenversammlungen durchzuführen, z. B. am Donnerstag, den 3. Januar 1929 um 14 Uhr.
Anlässlich der Haupttagung des Landesverbandes Pommern des Deutschen Reichsverbandes des Deutschen Gartenbaues e. V. 1930 in Stolp versammelte sich der Landesverbandsausschuss unter seinem Vorsitzenden Lange im Schweizergarten und befasste sich am 1. September mit der Lage des pommerschen Gartenbaues. Der Begrüßungsabend der „Bezirksgruppe Stolp und Umgebung“ wurde am 1. September 1930 ebenfalls dort durchgeführt und mit einem Konzert, einem kurzen Theaterstück und mehreren Vorträgen gestaltet. In der Einladung der „Bezirksgruppe Stolp und Umgebung“ für die Hauptversammlung und die „Gemeinsame Mittagstafel“ am 2. September 1930 wurde ebenfalls als Versammlungsort der Schweizergarten angegeben. Der Stolper Gärtnereibesitzer Otto Schwuchow leitete diese Bezirksgruppe des Reichsverbandes deutscher Gartenbauer e. V. ehrenamtlich.

### Deutsche Christen
Der evangelische Geistliche Karl Thom hielt am 9. Februar 1932 einen Vortrag im Schweizergarten über das Thema Nationalsozialismus und Evangelische Kirche.

## Karneval imSchweizergarten
Der Schweizergarten wurde für karnevalistische Sitzungen mit Tanzeinlagen, Gesangs- und Wortbeiträgen genutzt. Mitglieder der katholischen Pfarrgemeinde Stolp veranstalteten dort am 26. Februar 1933 eine Karnevalssitzung. Aus dem Rheinland und aus Westfalen stammende Einwohner der Stadt Stolp waren zuvor auch Mitglied in einem geselligen Verein, der Vereinigung der Rheinländer und Westfalen, der nach der NS-Machtergreifung nicht fortbestand.

## Vortrag über Zeppelin
Leonhard Adelt sprach im Schweizergarten zum Thema Zeppelin gestern und morgen am 14. November 1938 im Rahmen einer Veranstaltung des Deutschen Automobil-Clubs (DDAC).

## Tanz- und Anstandsunterricht imSchweizergarten
Im Schweizergarten fanden u. a. Tanz- und Anstandsunterrichts-Stunden statt.

### Stettiner Tanzlehrerin Bethmann
Hertha Bethmann, Tanzlehrerin aus Stettin, ursprünglich aus Stralsund kommend, gab bereits vor dem Ersten Weltkrieg Tanzkurse in Stolp, jedoch nicht im Schweizergarten, sondern im Saal von Klein’s Hotel. Ab Anfang der 1920er Jahre, im August, bot Bethmann einmal in der Woche Tanzunterricht für Schulpflichtige am späten Nachmittag und abends für Erwachsene im Schweizergarten an. Die Anmeldungen für die Kurse nahm die Tanzlehrerin Bethmann vormittags in diesem Gartenlokal entgegen. Zur Information der Stolper Einwohner schaltete sie vorher eine Anzeige in der örtlichen Tageszeitung.

### Tanzlehrer Apitsch aus Berlin
Bethmanns Nachfolger wurden 1926 die Berliner Tanzschullehrer Alfred und Erna Apitsch, wie ihre Vorgängerin ebenfalls Mitglied in der Akademie der Tanzlehrkunst. Sie inserierten in der Stolper Post, dass sie in den Sommermonaten August und September den Tanzunterricht im Schweizergarten fortführen werden und verwiesen auf abzufordernde „Prospekte, die alles Nähere über die Kurse“ enthielten. Als die Tanzlehrer Apitsch Kurse für Gesellschaftstanz in Stolp erstmals anboten, war der Gastwirt Paul Voll Inhaber der Restauration Schweizergarten und zugleich Eigentümer des zweistöckigen Gaststätten- und Wohngebäudes mit Anbau in der Großen Auckerstraße 42. Die Tanzkurse schlossen mit einem Abschlussball ab, so auch am 23. September 1928. An jenem Sonntag wurde eine Gruppenaufnahme von den Teilnehmenden des Tanzunterrichts im Restaurantgarten gemacht. Die 64 Kursteilnehmer, bestehend aus 30 jungen Männern und 34 Mädchen, stellten sich im Freien in drei Reihen in festlicher Kleidung auf. Sie trugen Anzug mit Krawatte oder einer Fliege bzw. die Tanzschülerinnen entweder helle Kleider oder Röcke mit weißer Bluse und Spangenhalbschuhe. Das Tanzlehrer-Ehepaar Apitsch wurde in die Mitte der ersten Reihe der Tanzschülerinnen zusammen mit zwei der Tanzschüler genommen. In der zweiten Reihe standen 21 Tanzschülerinnen auf Gartenlokal üblichen, klappbaren Stühlen und Holztischen (mit Eisengestell). Die 28 männlichen Kursteilnehmer in der dritten Reihe des Gruppenbildes nahmen eine erhöhte Position vor Laubbäumen ein. Eine Lessingschülerin, die zusammen mit Gymnasiasten Tanzstunden im Schweizergarten besucht hatte, erinnerte sich nach dem Zweiten Weltkrieg daran, dass sie und einige Mitschüler bei Proben für das Schauspiel Nettelbeck anlässlich des 75-jährigen Bestehens des Stolper Gymnasiums 1932 unter Musikbegleitung am Klavier zeigten, was sie beim Ehepaar Apitsch „in den Tanzstunden gelernt hatten“. Eine andere Schülerin der Staatlichen Lessingschule, die zusammen mit Schulkameradinnen im Spätsommer 1933 am Tanzunterricht teilnahm, berichtete 1961 im Stolper Heimatblatt, dass die teilnehmenden Jungen vom Gymnasium und von der Oberrealschule durch das Tanzlehrerehepaar Apitsch zu „vollendeten Kavalieren herangebildet werden sollten“ und die erworbenen Tanzkünste auf Abiturientenbällen und Tanzkränzchen, vor allem im „Waldkaterrestaurant“, angewendet wurden. Die Gaststätte Waldkater, die von der Stadtgemeinde 1913 neu erbaut worden war, wurde zusammen mit dem Inventar jeweils für sechs Jahre aufgrund einer Ausschreibung vom Stolper Magistrat an einen Gastwirt verpachtet.
Die Inhaber der 1863 gegründeten Berliner Tanzschule Apitsch, Alfred und Erna Apitsch, verlegten ihren Lebensmittelpunkt Anfang der 1940er Jahre – wegen der zunehmenden Luftangriffe der Alliierten auf die Reichshauptstadt – von Berlin nach Stolp, auch Klein-Paris in Hinterpommern genannt, und gaben donnerstagabends im Schweizergarten Unterricht im Gesellschaftstanz für Berufstätige und Schüler, unter ihnen befand sich ihr Sohn, der spätere Berliner Tanzschullehrer Gerhard Apitsch (1929–2015). Die Anmeldungen nahmen die Tanzlehrer, das Ehepaar Alfred und Erna Apitsch, die vorübergehend in der Hindenburgstraße und vor Kriegsende in der Holstentorstraße, im adeligen Damenstift, zur Miete wohnten, nicht in ihrer Privatwohnung, sondern im Schweizergarten Große Auckerstraße/Ecke Bütowerstraße drei Tage vor Unterrichtsbeginn entgegen. Dienstagabends erteilte die Kösliner Tanzlehrerin Charlotte Thiede „Tanz- und Anstandsunterricht“ im Schweizergarten für Schüler und Erwachsene.
Im Saal des Gartenlokals fanden fast regelmäßig sonntags Tanzveranstaltungen statt, seitdem Paul Voll um 1910 die Restauration gekauft hatte. Nachdem das 1939 durch Goebbels erlassene Tanzverbot zu Beginn des Zweiten Weltkrieges zwischenzeitlich ab Juni 1941 mit der Erlaubnis von Tanzveranstaltungen an drei Tagen pro Woche gelockert wurde, erging im Februar 1943 nach der verlorenen Schlacht von Stalingrad und dem Untergang der 6. Deutschen Armee ein striktes Verbot für Tanzvergnügungen. Davon waren auch die Tanzveranstaltungen und Tanzkurse im Schweizergarten betroffen.
Eheleute Apitsch gehörten seit 1933 als „Lehrer der Tanzkunst“ dem Einheitsverband Deutscher Tanzlehrer, E. D. T. V. und der Fachschaft Tanz an, die organisatorisch der Reichskulturkammer (RKK) unterstellt war. Durch das Unterrichtsverbot für alle Tanzschulen ab 1943 gewannen Alfred und Erna Apitsch zunehmend Abstand zum nationalsozialistisch regierten Deutschen Reich und ihren Erlassen, insbesondere jene, die den Tanz betrafen. So nahmen beide das Angebot vom leitenden Arzt „eines Lazaretts für Schwerverwundete“ in Stolp an, „den Genesenden und zum Teil amputierten Soldaten Tanzunterricht zu erteilen.“ Für diesen Unterricht stellten sich als Tanzpartnerinnen ehemalige Tanz-Schülerinnen zur Verfügung. So konnte noch bis 1944 in der pommerschen Stadt der „Tanzunterricht Apitsch“, wenn auch eingeschränkt, stattfinden.
Tanzlehrer Alfred Apitsch wurde im Laufe des Jahres 1944 dienstverpflichtet und wegen seiner kaufmännischen Kenntnisse „als Leiter der Rechnungsprüfung“ in einem Stolper Industriewerk eingesetzt, welches noch vor Kriegsende nach Zeitz verlagert wurde.

## Gesangsabende vor Stolper Eltern
Im Kriegsjahr 1943 sangen Stolper Mädchen und Jungen im Alter von zehn bis vierzehn Jahren in den Restaurants Schweizergarten und Bergschlößchen. Die in der Hitlerjugend durch Pflichtmitgliedschaft organisierten Schulkinder sollten durch ihren Gesang „Frohsinn in die Herzen“ ihrer „Eltern hineintragen“, laut der parteiamtlichen Zeitung Die Grenz-Zeitung, die zugleich Nachrichtenblatt u. a. aller staatlichen und städtischen Behörden war.

## Weitere Gäste in der NS-Zeit
Zu den weiteren Gästen zählte der pensionierte Lehrer der 2. Gemeindeschule Wilhelm Kühl, der seit 1909 in Stolp als kaisertreuer Pädagoge wirkte und sich in der NS-Zeit zu einem Konrektor dieser Schule und Ortsgruppenleiter der NSDAP hochdiente. Im Schweizergarten wurde Kühl am Vorabend des 10. Jahrestages der Machtergreifung aus seiner Parteifunktion in Anwesenheit aller Ortsgruppenleiter der Stadt und des seit Mai 1937 amtierenden Kreisleiters der NSDAP, Johann Andresen (* 2. Februar 1904), in den Ruhestand entlassen. Ein Musikzug des Stolper Nationalsozialistischen Kraftfahrkorps (NSKK) blies dazu Marschmusik und ein BDM-Chor sang das Propagandalied „Nur der Freiheit gehört unser Leben“. Zugleich wurde Kühls Nachfolger, Taube, ein SA-Sturmbannführer und Führer der SA-Standarte 176, durch Kreisleiter Andresen als neuer Ortsgruppenleiter „Stolp-Ost“ eingeführt.

## Architektur
Die Gestaltung der Fassade des Gasthauses, insbesondere die Architektur der abgehobenen Tür- und Fensteröffnungen von der Wandfläche des Gebäudes, hat die Zeiten überdauert. Ein Beleg für die handwerkliche und künstlerische Sorgfalt, mit der sich die Bauleute bei der Errichtung des Schweizergartens im 19. Jahrhundert dem Detail am Bau widmeten, ist die rahmenartige Einfassung der Türen und Fenster, die so genannte Fasche. Dieses Stilmittel der Baukunst ist zur Bereicherung der Fassade auch bei dem Anbau – mit den jeweils fünf kleineren Fenstern in den beiden Geschossen zur früheren Auckerstraße hin – eingesetzt worden. Selbst die Fasche des zugemauerten Fensters neben dem historischen Haupteingang zum Schweizergarten ist erhalten geblieben und trägt nach wie vor zur ornamentalen Gliederung der Fassade des Altbaus sichtbar bei.
Am Gebäude finden sich weitere Blickfänge: Die zweiflügelige, getäfelte Haupt-Eingangstür und mehrere Gesimse sowie ein repräsentatives Krüppelwalmdach. Die Ziergesimse an der Vorderseite des Hauses trennen das Erd- vom Obergeschoss und dieses vom Dachgeschoss, das eine Mansardenwohnung beherbergt. Ein besonderer Blickfang an der Dachfassade sind vier aufrecht stehende Fenster in rahmenartiger Einfassung und darüber ein Gesims, das über die beiden mittleren Mansarden-Fenster in einer Linie ausläuft.
Der Dachaufbau an der Giebelseite des Hauptgebäudes zum früheren Schneidersteg bzw. zur Bütower Straße wurde architektonisch so gestaltet, dass unterhalb des Krüppelwalms zwei senkrecht stehende Fenster zusätzlich eingebaut werden konnten, die einen Ausblick zur Kreuzkirche gewähren. Im Erdgeschoss an der Giebelseite des Hauses befinden sich eine moderne Glastür zu einem Laden-Geschäft und drei weitere Eingangstüren im Erweiterungsbau, einem Anbau zum ehemaligen Schneidersteig. Zu den Gewerbetreibenden, denen die Hauseigentümer des Schweizergartens Wohn- und Geschäftsräume zwecks zusätzlicher finanzieller Einnahmen zeitweilig vermieteten, gehörten Schneidermeister, Schuhmacher, ein Zigarrenmacher, eine Stickerin und ein Tischler.
In Słupsk wird für elegante Herrenmode auf einem speziellen Reklameschild an der Fassade des Altbaus geworben.